# Montigny-sur-Vence
 Montigny-sur-Vence  là một xã ở tỉnh Ardennes, thuộc vùng Grand Est ở phía bắc nước Pháp.